# Freya Anderson
Freya Ann Alexandra Anderson (Birkenhead, 4 de marzo de 2001) es una deportista británica que compite en natación, especialista en el estilo libre.
Ganó dos medallas de bronce en el Campeonato Mundial de Natación, en los años 2019 y 2023, y una medalla de plata en el Campeonato Mundial de Natación en Piscina Corta de 2024.
Además, obtuvo quince medallas en el Campeonato Europeo de Natación entre los años 2018 y 2022, y siete medallas en el Campeonato Europeo de Natación en Piscina Corta, en los años 2019 y 2023.
En 2022 fue nombrada miembro de la Orden del Imperio Británico (MBE).

## Palmarés internacional
| Campeonato Mundial                  | Campeonato Mundial      | Campeonato Mundial | Campeonato Mundial      |
| Año                                 | Lugar                   | Medalla            | Prueba                  |
| ----------------------------------- | ----------------------- | ------------------ | ----------------------- |
| 2019                                | Gwangju (Corea del Sur) | Medalla de bronce  | 4 × 100 m estilos mixto |
| 2023                                | Fukuoka (Japón)         | Medalla de bronce  | 4 × 100 m libre mixto   |
| Campeonato Mundial en Piscina Corta |                         |                    |                         |
| Año                                 | Lugar                   | Medalla            | Prueba                  |
| 2024                                | Budapest (Hungría)      | Medalla de plata   | 4 × 100 m estilos       |
| Campeonato Europeo                  |                         |                    |                         |
| Año                                 | Lugar                   | Medalla            | Prueba                  |
| 2018                                | Glasgow (Reino Unido)   | Medalla de oro     | 4 × 200 m libre         |
| 2018                                | Glasgow (Reino Unido)   | Medalla de oro     | 4 × 100 m estilos mixto |
| 2018                                | Glasgow (Reino Unido)   | Medalla de bronce  | 4 × 200 m libre mixto   |
| 2018                                | Glasgow (Reino Unido)   | Medalla de bronce  | 4 × 100 m estilos       |
| 2021                                | Budapest (Hungría)      | Medalla de oro     | 4 × 100 m libre         |
| 2021                                | Budapest (Hungría)      | Medalla de oro     | 4 × 200 m libre         |
| 2021                                | Budapest (Hungría)      | Medalla de oro     | 4 × 100 m libre mixto   |
| 2021                                | Budapest (Hungría)      | Medalla de oro     | 4 × 200 m libre mixto   |
| 2021                                | Budapest (Hungría)      | Medalla de bronce  | 200 m libre             |
| 2022                                | Roma (Italia)           | Medalla de oro     | 4 × 100 m libre         |
| 2022                                | Roma (Italia)           | Medalla de oro     | 4 × 200 m libre mixto   |
| 2022                                | Roma (Italia)           | Medalla de plata   | 200 m libre             |
| 2022                                | Roma (Italia)           | Medalla de plata   | 4 × 200 m libre         |
| 2022                                | Roma (Italia)           | Medalla de plata   | 4 × 100 m libre mixto   |
| 2022                                | Roma (Italia)           | Medalla de bronce  | 100 m libre             |
| Campeonato Europeo en Piscina Corta |                         |                    |                         |
| Año                                 | Lugar                   | Medalla            | Prueba                  |
| 2019                                | Glasgow (Reino Unido)   | Medalla de oro     | 100 m libre             |
| 2019                                | Glasgow (Reino Unido)   | Medalla de oro     | 200 m libre             |
| 2019                                | Glasgow (Reino Unido)   | Medalla de plata   | 4 × 50 m libre mixto    |
| 2023                                | Otopeni (Rumania)       | Medalla de oro     | 200 m libre             |
| 2023                                | Otopeni (Rumania)       | Medalla de oro     | 4 × 50 m libre mixto    |
| 2023                                | Otopeni (Rumania)       | Medalla de bronce  | 100 m libre             |
| 2023                                | Otopeni (Rumania)       | Medalla de bronce  | 4 × 50 m libre          |